# Barna nyálkásgomba
A barna nyálkásgomba (Gomphidius glutinosus) a nyálkásgombafélék családjába tartozó, Eurázsiában és Észak-Amerikában honos, fenyvesekben élő, ehető gombafaj.

## Megjelenése
A barna nyálkásgomba kalapja 3–10 cm széles, alakja először domború, majd széles domborúan, idősen laposan vagy kissé bemélyedően kiterül, közepén gyakran kis, hegyes púppal. Felszíne erősen nyálkás, sima. Széle eleinte begöngyölt, majd egyenes. Színe szürkésbarna, barna vagy lilásbarna, néha lilásbarnásan vagy lilásszürkésen sávos; idősen feketedik. A kalapbőr kálium-hidroxiddal sötétvörös színreakciót ad. 
Húsa vastag, puha; színe a kalapban és a tönk felső részén fehér, alul krómsárga. Szaga nem jellegzetes, íze kissé savanykás. 
Közepesen sűrű vagy kissé ritkás lemezei mélyen lefutók, a féllemezek gyakoriak. Színük fiatalon fehéres, később sötétszürke. 
Tönkje 4–8 cm magas és 1–2 cm vastag. Alakja hengeres vagy lefelé kissé vékonyodó. Felszíne sima, nyálkás. A fiatal gombánál a kalap szélét a tönkkel nyálkás burok köti össze, amely elszakad és a tönkön egy gallérzóna maradhat, amely az érett spóráktól feketés lehet. Színe felül fehéres, a tövénél krómsárgás.
Spórapora sötétszürke vagy sötétbarna. Spórája elliptikus, majdnem orsó alakú, sima, mérete 15–20 x 5–6,5 µm.

### Hasonló fajok
A vöröses nyálkásgomba, a foltos nyálkásgomba, esetleg a nyálkástönkű pókhálósgomba hasonlíthat hozzá.

## Elterjedése és termőhelye
Eurázsiában és Észak-Amerikában honos. Magyarországon gyakori.
Alföldi és hegyvidéki fenyvesekben egyaránt megtalálható, főleg luc alatt. Júniustól októberig terem.
Ehető, az ételt azonban nyálkássá teszi, az öreg gombák pedig sötétre színezik.

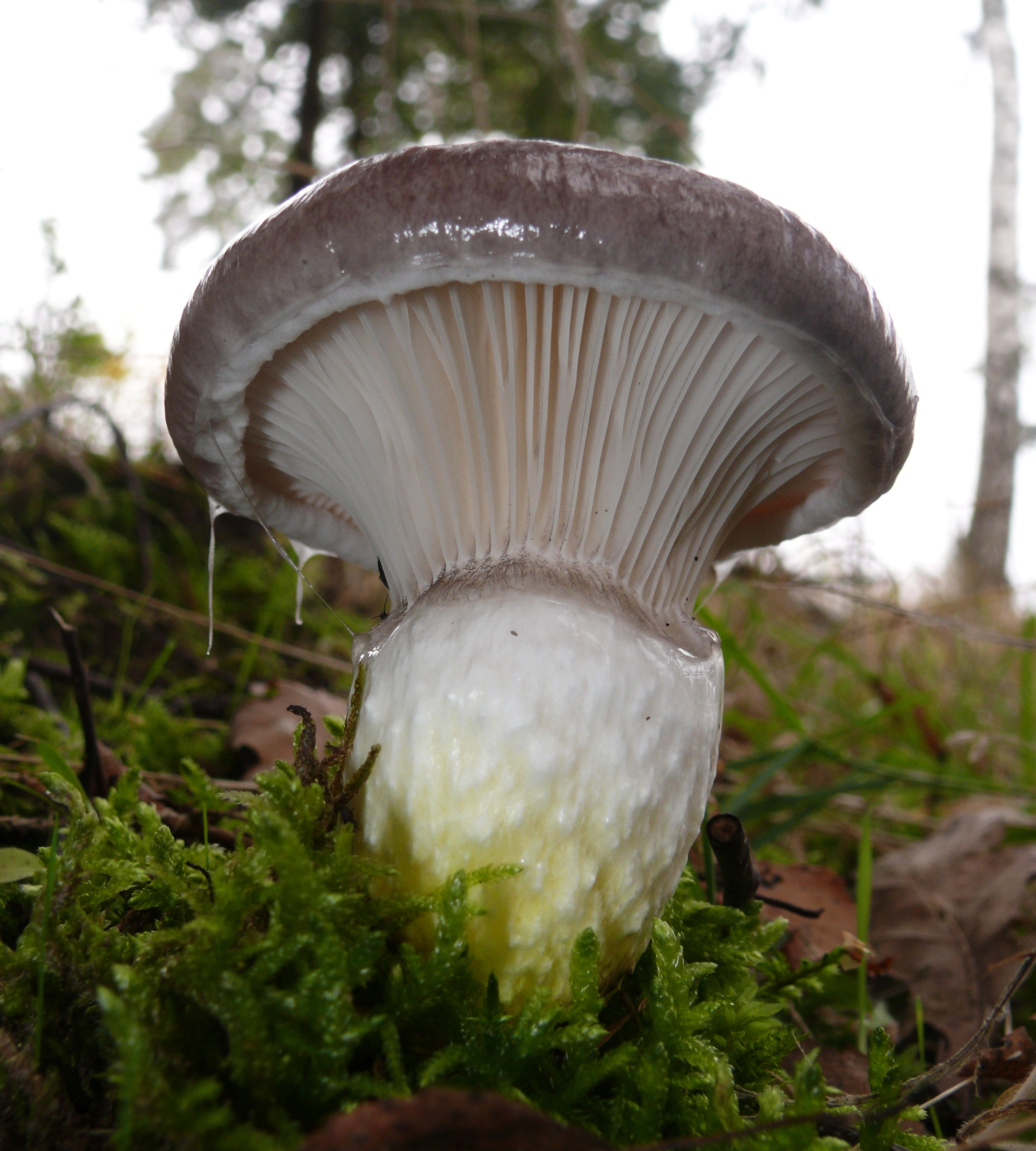
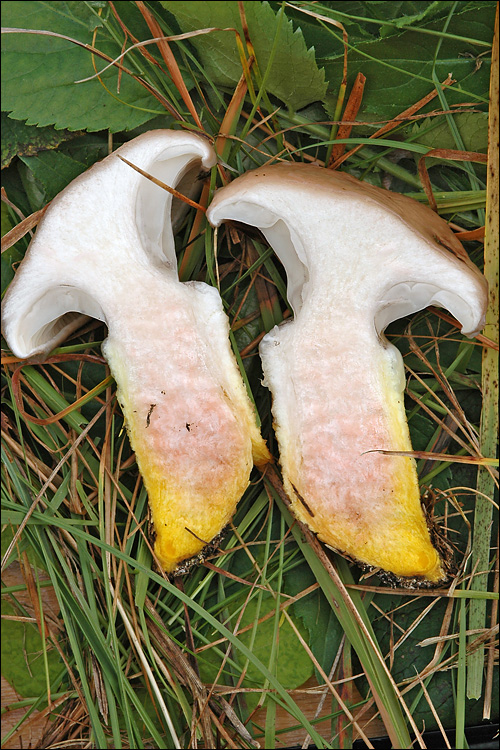
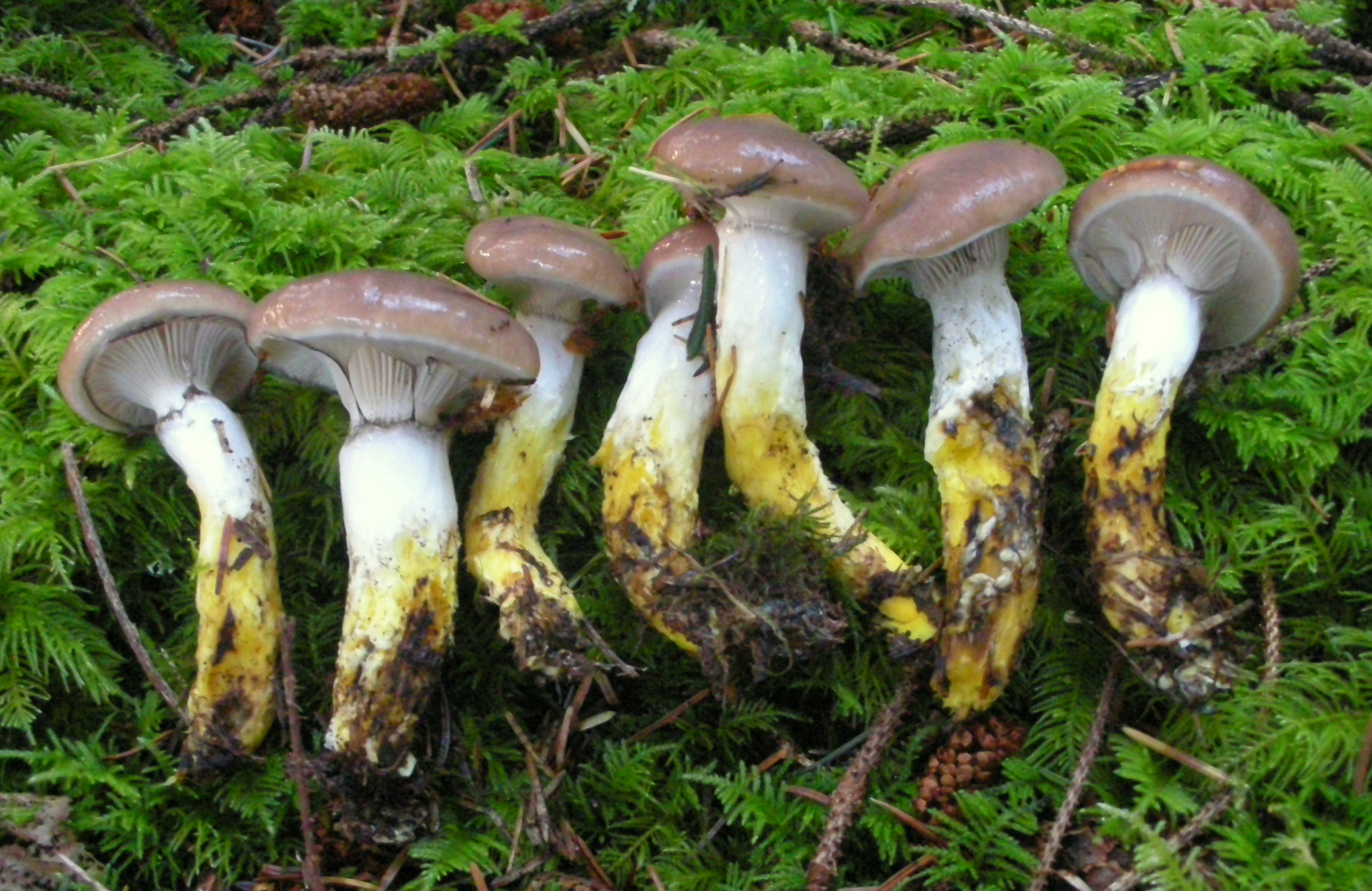
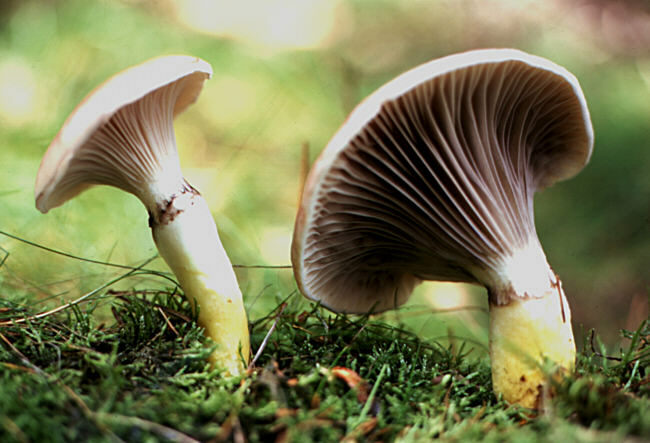
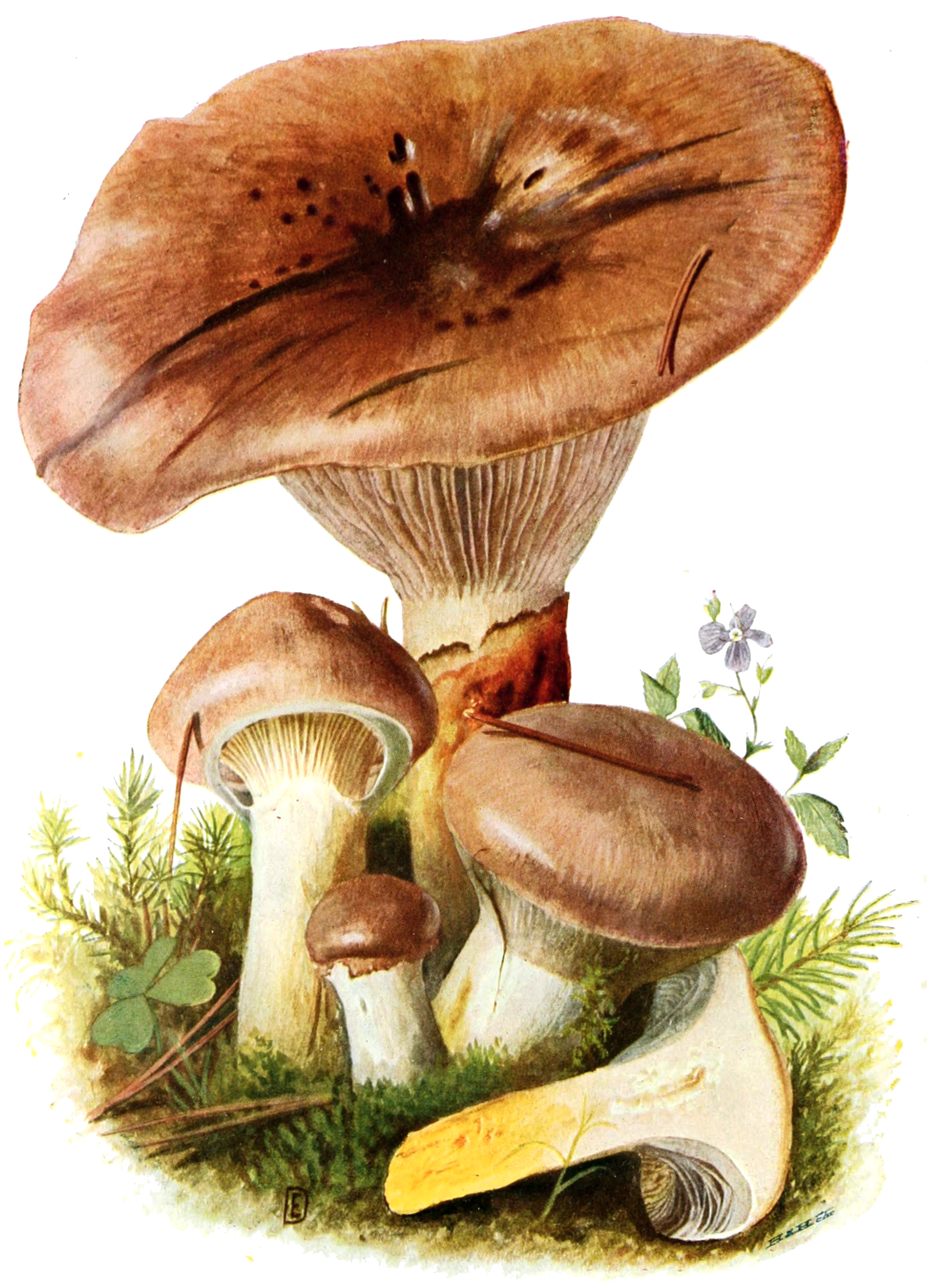